# Acorralado (película de 1984)
Acorralado es una película de acción mexicana de 1984, dirigida por Rafael Villaseñor Kuri y protagonizada por Vicente Fernández y Julieta Rosen.

## Argumento
Reynaldo Beltrán (Vicente Fernández) es el único que tiene el coraje de enfrentarse al acaudalado hacendado Santos Garnica (Claudio Obregón) y esto desata una encarnizada persecución. Desesperado por salvarse, Beltrán secuestra a la nuera de su enemigo y se adentra en la montaña. Juntos han de pasar muchas situaciones peligrosas y lentamente el odio hace lugar a algo todavía más intenso...

## Reparto
- Vicente Fernández como Reynaldo Beltrán
- Julieta Rosen como Aurora Dávila
- Sergio Jiménez como Páez
- Claudio Obregón como Don Santos Garnica
- Carlos Cardán como Lupe
- Gina Morett como María
- Miguel Ángel Negrete como Juvencio
- Miguel Suárez como Sr. Dávila
- Sergio Acosta como Onésimo
- Jorge Bekris como Empleado de Garnica
- Efren Pérez Madera como Esteban (niño)
- Rafael Carrión como Pablo (peón asesinado)
- Rosita Bouchot como Esposa de Lupe
- Jorge Fegán como Lic. Ochoa
- Rigoberto Carmona como Pedro (chofer) (no acreditado)
- José Luis Carol como Juez (no acreditado)
- Armando Duarte como Bandido (no acreditado)
- Julio Edgardo Monge como Peón asesinado (no acreditado)
- Rubén Márquez como Apoderado boda (no acreditado)
- Roberto Ruy como Bandido (no acreditado)

- Datos: Q5656776